# Almkerk

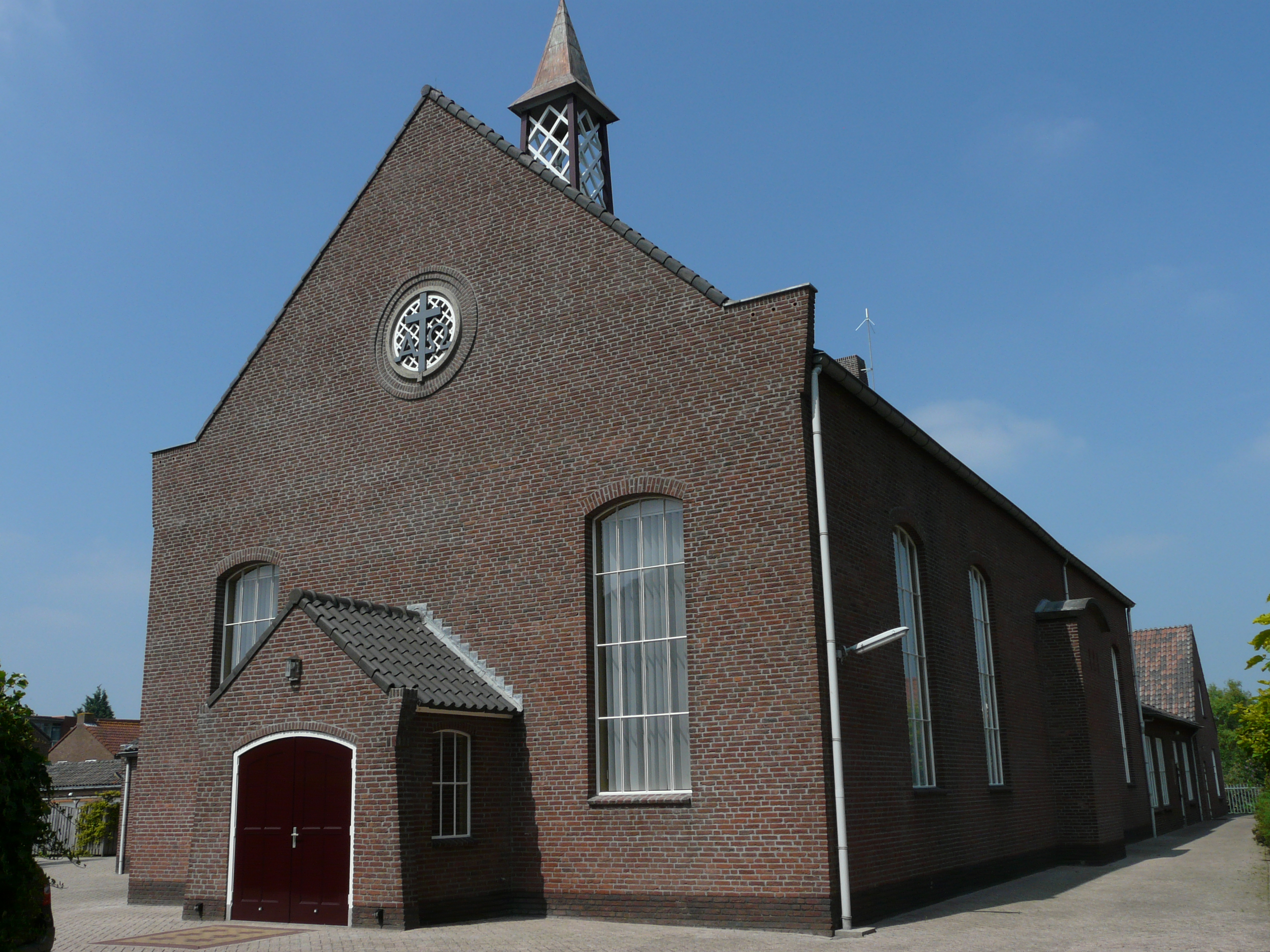
Gereformeerde kerk Almkerk

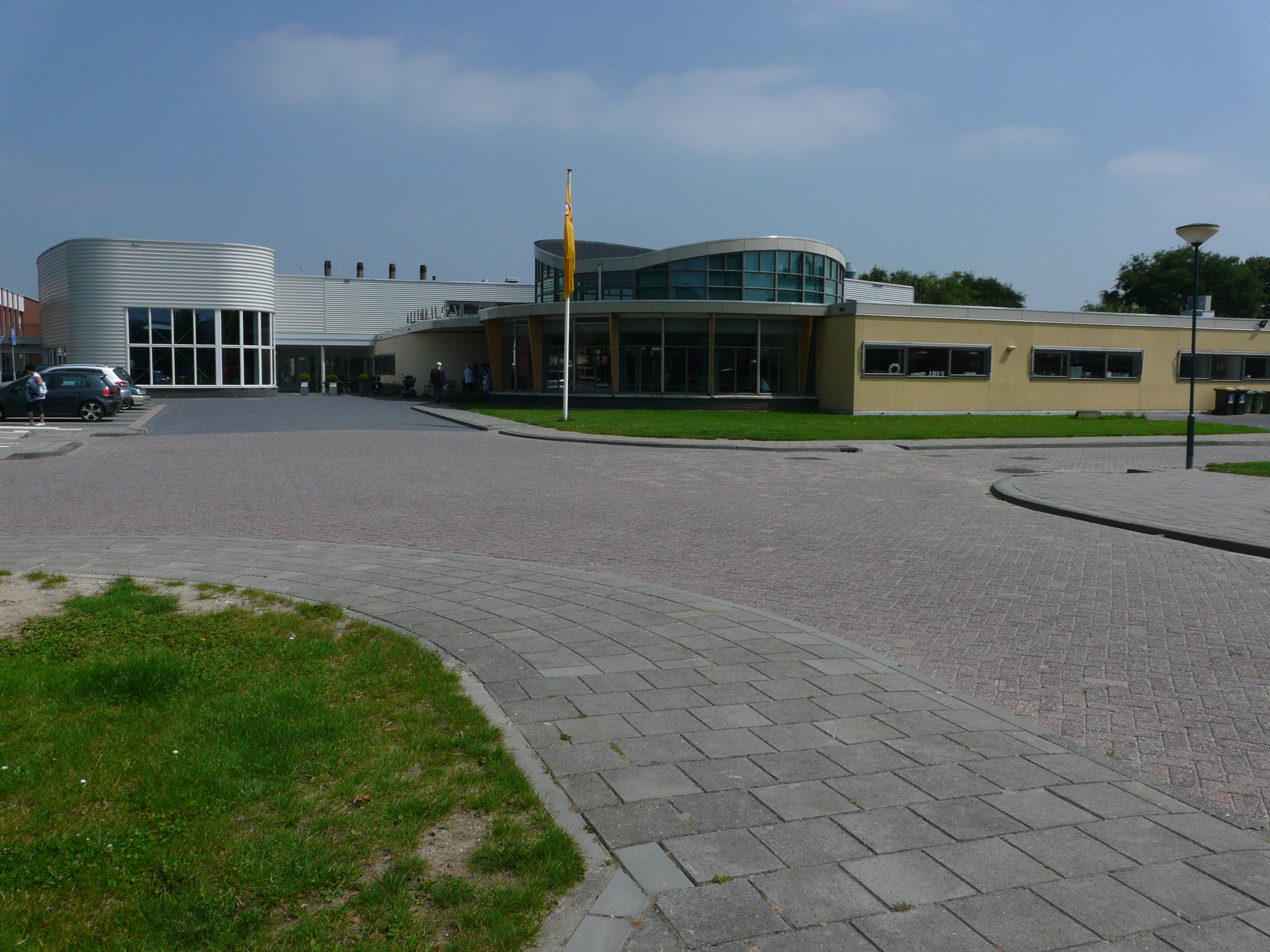
Verpleeghuis Altenahove

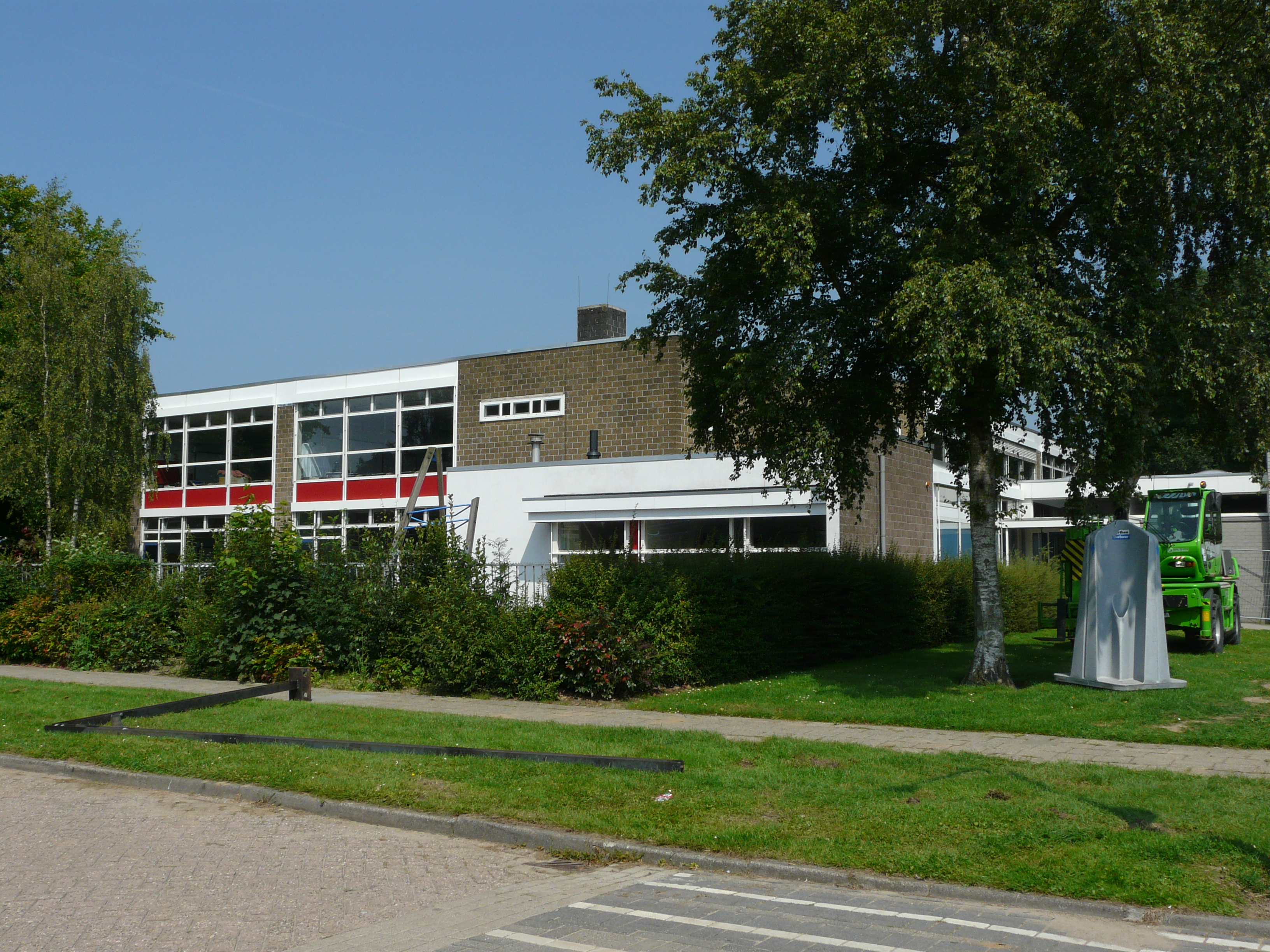
Basisschool d'Uylenborch

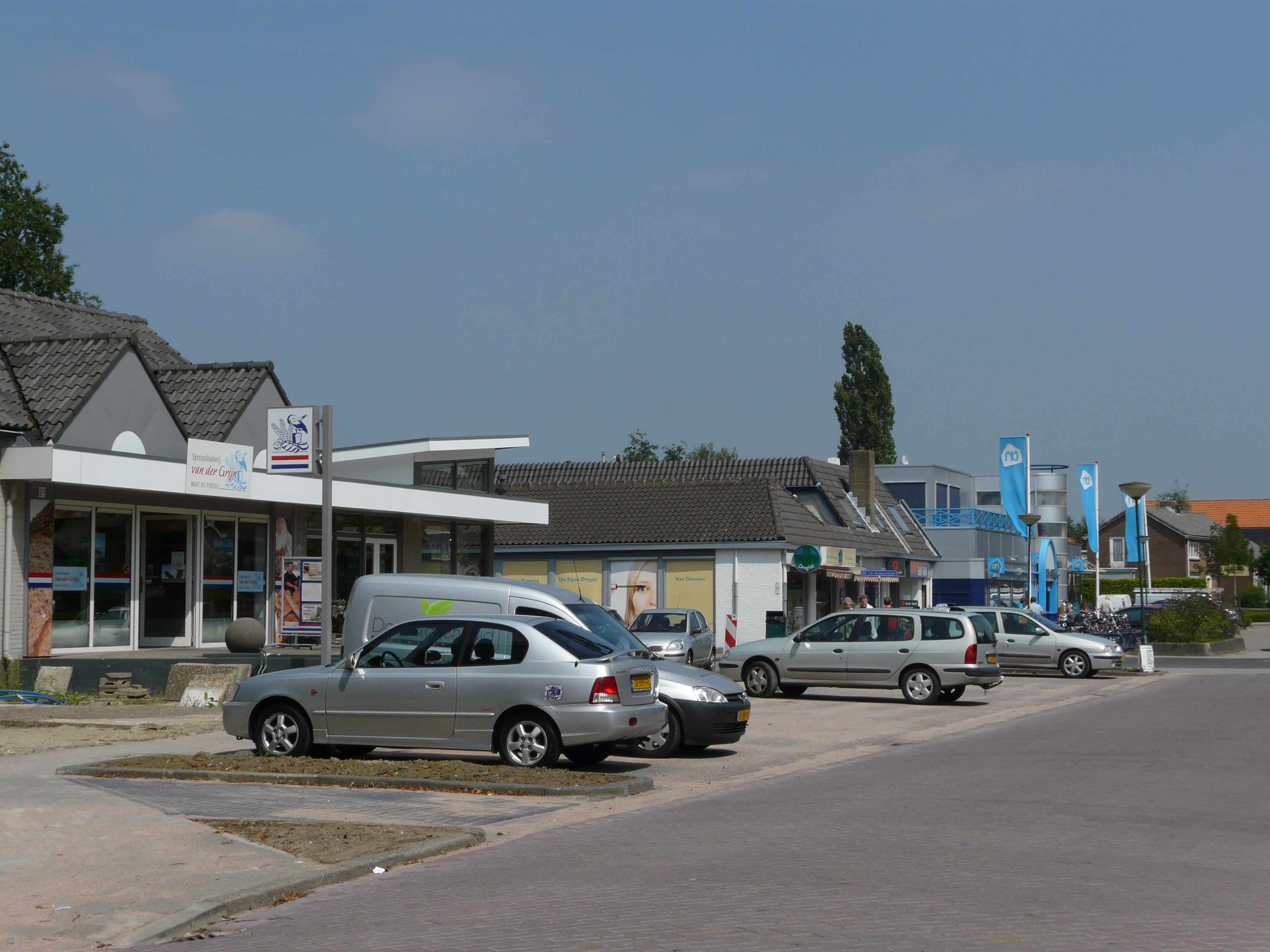
Winkels in Almkerk

Almkerk (Brabants: Almkérk) is een dorp  in de Nederlandse gemeente Altena, gelegen in het Land van Heusden en Altena in de Nederlandse provincie Noord-Brabant. In Almkerk is het gemeentehuis van Altena gevestigd. Het aantal inwoners bedroeg op 1 januari 2023 3.805.

## Ligging en nabijgelegen kernen
Almkerk ligt in het Land van Altena, tussen de dorpen Nieuwendijk en Giessen. Nabijgelegen kernen zijn Geertruidenberg, Sleeuwijk, Woudrichem, Uitwijk, Waardhuizen en Dussen. Dichtbijgelegen grote plaatsen zijn Gorinchem (hemelsbreed ongeveer 12 km naar het noorden), Oosterhout en Breda.

## Toponymie
De naam is afkomstig van de kerk die gebouwd was langs het riviertje de Alm.

## Geschiedenis
In 1277 wordt de naam Almekercke voor het eerst in geschrifte aangetroffen. Er is dan sprake van dominus Bernardus, sacerdos de Almekercke ofwel: heer Bernard, de pastoor van Almkerk. Er was toen dus al een kerk. Dorp en kerk zijn echter in 1421 door de Sint-Elisabethsvloed verwoest.
Het nabijgelegen kasteel Altena werd in 1230 gebouwd op een grondslag uit de 9e eeuw. Het was de zetel van de Heren van Altena. Reeds in de 16e eeuw was het een ruïne en wat tegenwoordig rest is een verhoging in het landschap.
Almkerk is sinds de reformatie een protestants dorp dat zich bevindt op de overgang van het katholieke Brabant naar het protestantse Zuid-Holland. De eerste predikant was voormalig pastoor A.A. Heeckhuysius die als predikant aantrad in 1601. Activiteiten van predikanten als George Gezelle Meerburg stimuleerden het bevindelijk protestantisme. Aldus kreeg de afscheiding van 1834 veel aanhang in Almkerk. Oorspronkelijk werd er gekerkt in Nieuwendijk, maar in 1874 werd ook te Almkerk een Gereformeerde kerk in gebruik genomen aan Voorstraat 16. Deze werd in 1954 ingrijpend verbouwd.
In de rivier de Alm bevond zich een oud sluisje, een zogenaamd verlaat (nu de naam van sporthal "'t Verlaat"). Vroeger stond in het dorp een windmolen, waaraan de Molenwijk nog herinnert. Almkerk is van origine een plattelandsdorp, maar heeft zich door de jaren heen behoorlijk uitgebreid.
In 1944 werd een groot deel van het dorp door oorlogshandelingen verwoest. Op het einde van de Tweede Wereldoorlog (1945) werd ook de oude Hervormde kerk vernietigd door de Duitsers. Reeds in 1948 werden de eerste nieuwe huizen gebouwd.

## Voormalige gemeenten

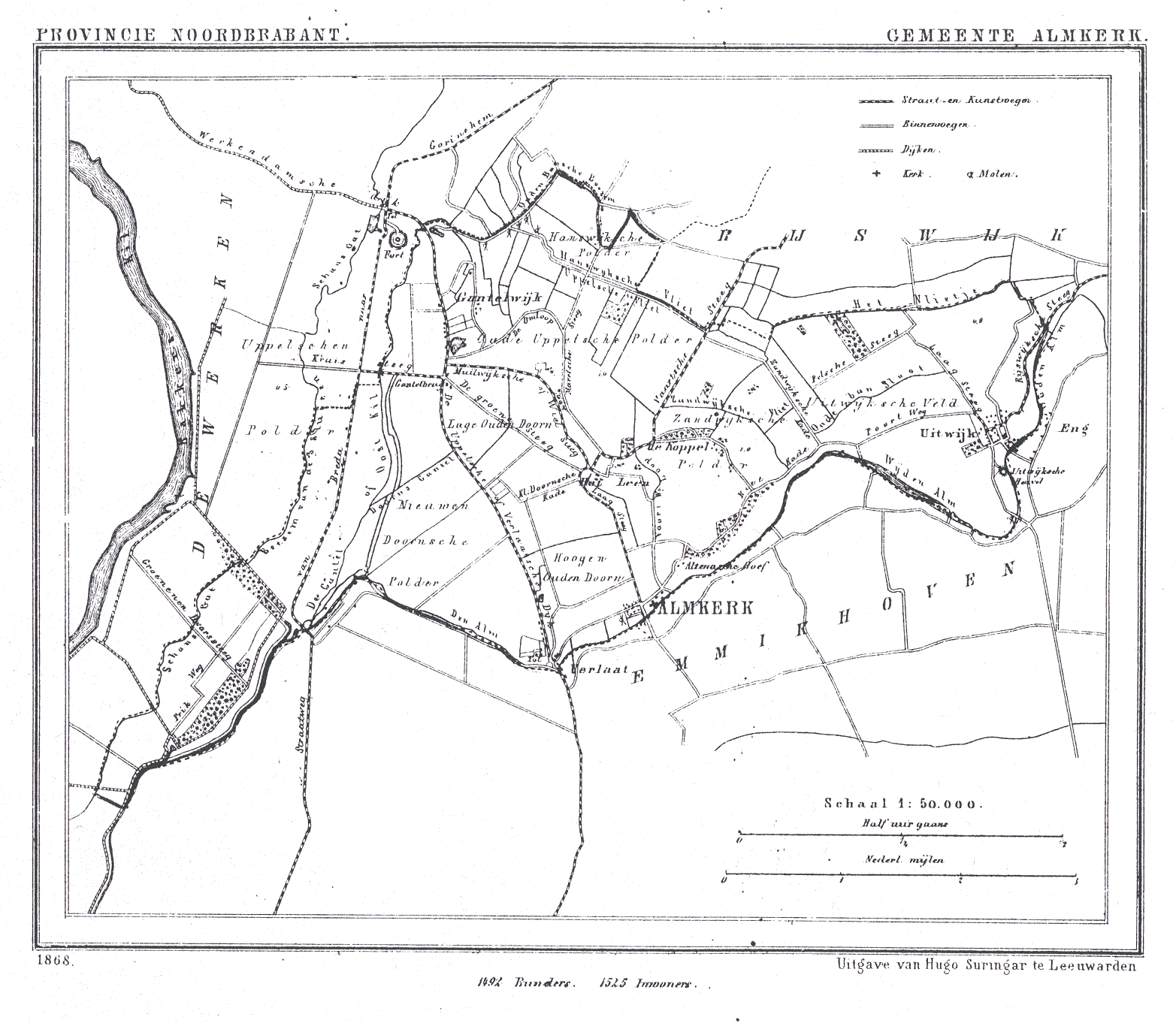
De gemeente Almkerk in 1868

Vanaf 1814 bestond de gemeente Almkerk, soms ook wel 'Almkerk en Uitwijk' genoemd, uit de plaatsen Almkerk en Uitwijk. In 1879 ging die gemeente samen met Emmikhoven en Waardhuizen verder in de gemeente Almkerk c.a., die in 1973 opging in de fusiegemeente Woudrichem. De gemeente Woudrichem bestond tot 2019.

## Bezienswaardigheden
- Zandwijkse Molen, een poldermolen uit 1699 van het type wipmolen. De molen is te bezoeken als deze draait.
- Oude Doornse molen, een poldermolen uit ongeveer 1700, een achtkante molen van het type grondzeiler.
- 'Zeldenrust' is de naam van een model van een korenmolen op een schaal van 1:3 uit 1977. Het is een achtkante stellingmolen met een vlucht van 7,04 meter. Het bouwwerk is niet te bezoeken.
- Een aantal oude boerderijen van het Altenase dwarsdeeltype, onder meer aan de Provinciale Weg Noord en de Provinciale Weg Zuid.
- Gereformeerde kerk[3] aan de Voorstraat 16. Het gebouw stamt uit 1874, het bakstenen gebouw met zadeldak en dakruiter werd in 1955 heropend na een ingrijpende verbouwing. Het orgel stamt uit 1956 en werd gebouwd door de firma Fonteyn & Gaal.
- Hervormde kerk[4] aan Kerkstraat 14, gebouwd in 1950 op de plaats van de door oorlogshandelingen in 1944 verwoestte middeleeuwse kerk. Het is een bakstenen zaalkerk met dakruiter en het bezit een orgel dat in 1877 gebouwd is door de gebroeders Adema. De kerk bezit enkele gebrandschilderde ramen en wapenborden.
- Kerk van de Gereformeerde Kerken vrijgemaakt bevond zich van 1983-1994 in een houten bedrijfsgebouw aan de Woudrichemse Weg. Sindsdien kerken de vrijgemaakten in de 'De Voorhof' aan de Voorstraat te Almkerk. Dit was oorspronkelijk een kantoorgebouw. In 2023 ging dit kerkgenootschap op in de Nederlandse Gereformeerde Kerken.

## Geboren
- Hans van Helden (27 april 1948), schaatser
- Edwin Straver (1971-2020), motorcoureur

## Evenementen
- Jaarmarkt, begin augustus.
- Zomerfeesten, begin augustus. Dit is een twee weken durend evenement waar met activiteiten en optredens van artiesten.
- Winterfeesten, rond de jaarwisseling. Feestweek met als afsluiting een nieuwjaarsfeest in 't Verlaat.
- Oranjefeesten, rond koningsdag is er een week rond en in een feesttent, er komen dan 's avonds artiesten optreden.
- Tentjesfeesten, eenmaal in vijf jaar strijden wijken tegen elkaar om volgens een bepaald thema gebouwen en decoratie neer te zetten in de wijk.

## Economie
De bestaansmiddelen van Almkerk waren vanouds: vlasteelt, veeteelt en in mindere mate de paardenfokkerij. Er werden paardenmarkten gehouden. In 1880 waren 145 mensen in de vlasteelt en -verwerking werkzaam. Ook was er een sigarenfabriek, namelijk die van Gebr. Van Dusseldorp. Daar werkten 20 mensen. Later kwamen er meer sigarenfabriekjes en in 1930 waren er zelfs acht. Daarnaast werd gewerkt in de nabijgelegen Biesbosch in de riet- en griendcultuur.
Tegenwoordig wonen, naast de oorspronkelijke bewoners, ook veel forenzen in Almkerk.

### Winkelen
Er zijn diverse winkels in Almkerk. De weekmarkt is naast het winkelcentrum op donderdagmorgen van 8:00 tot en met 12:00 uur.

## Natuur en landschap
Ten zuiden van Almkerk stroomt de Alm in westelijke richting. De Kornse Dijk, aangelegd in 1461, is nog steeds in het landschap te herkennen. De Provinciale Weg loopt hierover van Dussen via Almkerk naar Uppel. Deze weg is omzoomd door een aantal fraaie boerderijen, diverse daarvan geklasseerd als rijksmonument. Ten noorden van Uppel bevindt zich het Fort aan de Uppelse Dijk, tegenwoordig een natuurgebied.
Ten noordoosten van Almkerk ligt het particulier landgoed Uitwijkse Veld. Tussen dit gebied en de kom van Almkerk is het landgoed Clootwijck geprojecteerd.

## Verenigingsleven
Almkerk kent diverse sportclubs (voetbal, korfbal, badminton, tennis, golf en basketbal), muziekverenigingen (vestiging van de regionale muziekschool en de fanfare "Nooit gedacht").
De discotheek in het dorp, "De Soos" geheten, die volledig op basis van vrijwilligerswerk draait. Tevens organiseert werkgroep PLONS van de stichting die de discotheek uitbaat, de jaarlijkse zomerfeesten die gedurende twee weken het dorp (en omgeving) opluisteren.
Het jongerencentrum "De Pomp" is sinds 1995 ook gevestigd in het dorp. De vrijwilligers van het centrum organiseren wekelijkse activiteiten voor jongeren vanaf 12 tot 23 jaar. Daarnaast worden vanuit de vereniging regelmatig evenementen en acties georganiseerd, bijvoorbeeld: Reconnect Youth, het Pakket van Altena en Mudrun Altena. 

## Voorzieningen
- Winkels aan de Kruisstraat en Voorstraat
- Basisschool d'Uylenborgh[10]
- Openbare basisschool De Almgaard[11]
- Basisschool De Halm[12]
- Verpleeghuis Altenahove
- Sport- en Cultureel Centrum 't Verlaat
- Brasserie de Laegt
- Restaurant, Het Wapen van Emmickhoven

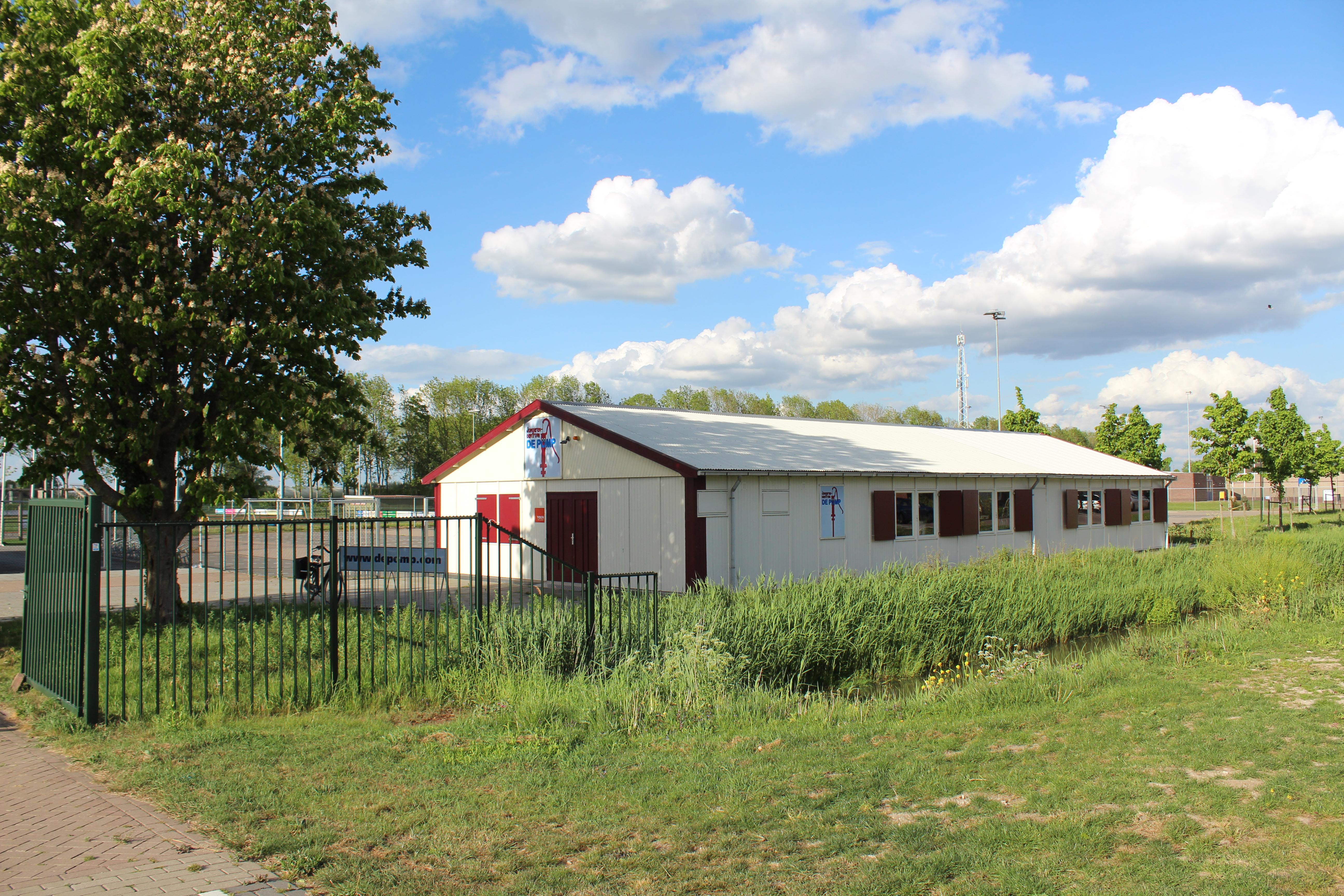
Jongerencentrum de Pomp 2020

- Lunchroom Van Alles Wat
- Bierbrouwerij De Magistraat
- Café Cafetaria De AlmJongerencentrum de Pomp 2020
- Jongerencentrum de Pomp[7]
- Medisch Centrum Almkerk
- Hollywoud bioscoop Almkerk
- Voetbal club VV Almkerk
- Korfbalvereniging ACKC
- Discotheek De Soos
- Tennisvereniging Almkerk LTVA
- Badmintonvereniging ABC Almkerk
- Muziekvereniging Nooit Gedacht

## Verkeer en vervoer

### Snelwegen
Almkerk is binnen 1 kilometer bereikbaar vanaf de A27 via de N322.

### Openbaar vervoer
De volgende buslijnen van Arriva rijden van, naar en via Almkerk:
| Lijn | Route                                                                                     | Lijnsoort | Bijzonderheden |
| ---- | ----------------------------------------------------------------------------------------- | --------- | -------------- |
| 221  | Almkerk - Giessen - Rijswijk - Woudrichem - Oudendijk - Sleeuwijk - Nieuwendijk - Almkerk | Buurtbus  |                |
| 223  | Almkerk - Dussen - Meeuwen - Eethen - Drongelen - Waalwijk                                | Buurtbus  |                |
| 228  | Almkerk - Babyloniënbroek - Eethen - Genderen - Wijk en Aalburg                           | Buurtbus  |                |
| 229  | Almkerk - Dussen - Hank - Geertruidenberg - Raamsdonksveer                                | Buurtbus  |                |

Bijgewerkt op 4 januari 2023.